# راكان مكران
راكان أحمد مكران لاعب كرة قدم سعودي يلعب في خط الهجوم.

## مسيرة اللاعب
لعب سابقاً في نادي الأخدود ونادي حبونا ونادي الفاو.